# 何叔記
何叔記（1919年1月1日—2008年10月16日），越南政治人物，1967年越南共和國總統選舉候選人。

## 生平

### 早年經歷
1919年1月1日，何叔記出生於順化。何的父親曾擔任阮朝在順化朝廷的大臣。
在順化獲得第二級秀才文憑後，何就讀於河內農林高等學校並於1944年畢業。1939年何加入了大越黨，並在1945年參加了反對法國殖民的抗戰。

### 從政
1957年，何叔記被當局缺席判處監禁，並於1958年被捕入獄。1963年吳廷琰政府被推翻後，陳善謙前往館市醫院（nhà thương Chợ Quán）釋放了因爲長期被鎖鏈鎖住而患有水腫的何叔記。
1965年12月25日，何被大越革命黨全國大會推選爲黨的總書記。
1967年何叔記以總統候選人身份與阮文定（Nguyễn Văn Định）搭檔參加了越南共和國總統選舉。

### 流亡
1975年4月30日後，何叔記流亡海外，定居於美國。
在造訪了數個歐洲國家後，何於1978年（一說1990年）組建了自由越南陣線（Mặt Trận Việt Nam Tự Do）。
2008年10月16日下午12時12分，何叔記在美國馬里蘭州聖十字醫院逝世。